# Aloconota planifrons
Aloconota planifrons är en skalbaggsart som först beskrevs av Waterhouse 1864.  Aloconota planifrons ingår i släktet Aloconota, och familjen kortvingar. Arten är reproducerande i Sverige.